# Skraelingek
Skraeling a mai Észak-Amerika területén élt egyes népek neve volt az óészaki nyelvben, akikkel a már jóval Kolumbusz előtt Amerikába látogató vikingek találkoztak. 
A Grönlandban talált thulékra, az inuitok őseire használták a nevet, illetve az általuk Vinlandnak nevezett Új-Fundland indián lakóira, valószínűleg a beothukok őseire.